# Chlodwig II

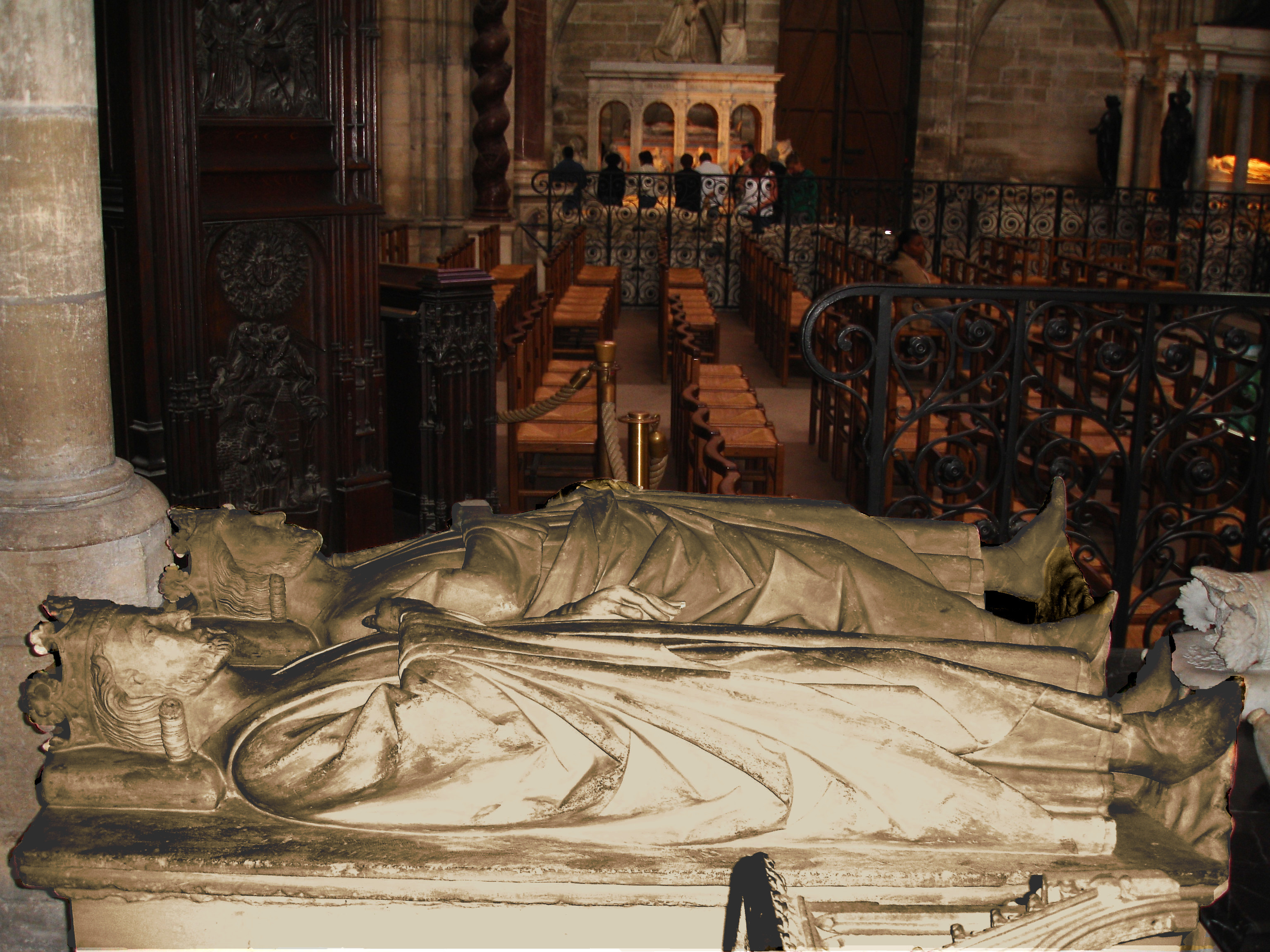
Grobowce Chlodwiga II i Karola Młota w bazylice Saint-Denis w Paryżu

Chlodwig II (ur. 634, zm. październik lub listopad 657) – król Franków z dynastii Merowingów. Najmłodszy z synów Dagoberta I. Objął po ojcu trony Neustrii i Burgundii (nad Austrazją od roku 634 panował już jego brat Sigebert III).
W dniu śmierci ojca był jeszcze niepełnoletni (639). Władzę faktycznie sprawowała jego matka Nantechilda wraz z majordomem Aegą. Po jej śmierci w 641 rządy objął majordom Erchinoald, odsuwając Chlodwiga od faktycznej władzy. Chlodwig II uważany jest za jednego z tzw. gnuśnych królów.
Około roku 648 pojął za żonę Batyldę, niewolnicę pochodzącą z Anglii, z którą miał później trzech synów: Chlotara III (przejął po nim tron w Neustrii), Childeryka II (panował później w Austrazji) i Teuderyka III (zjednoczył w jedną koronę wszystkie terytoria Franków).
Być może panował przez krótki czas (lata 656–657) nad Austrazją. W okresie tym Neustria obaliła rządy uzurpatorów Grimoalda I oraz Childeberta III i zdominowała Austrazję. Chronologia tego okresu nie jest jednak pewna. Podboje zapewne przypisać trzeba Chlotarowi III.
Chlodwig II umarł w październiku lub listopadzie 657. Został pochowany w paryskiej bazylice Saint-Denis.